# ميكي ووكر (لاعب كرة قدم أمريكية)
ميكي ووكر (بالإنجليزية: Mickey Walker)‏ هو لاعب كرة قدم أمريكية أمريكي، ولد في 14 أكتوبر 1939 في بيتوسكي في الولايات المتحدة، وتوفي في 19 يوليو 2014.

## وصلات خارجية
- ميكي ووكر على موقع مرجع كرة القدم المحترفة.كوم (الإنجليزية)